# たしかなこと (ウルフルズの曲)
『たしかなこと』は、2007年10月31日に発売されたウルフルズ31枚目のシングル。発売元はワーナーミュージック・ジャパン。

## 解説
ハウス食品「北海道シチュー」CMソング。CMにはトータス松本本人も出演。
活動休止前最後のシングル表題曲であり、また、CDシングル（厳密にはフィジカル・シングル）としても最後の楽曲となった。

## 収録曲
全曲　作詞・作曲：トータス松本　編曲：ウルフルズ
1. たしかなこと
2. 夏の気持ち